# Rohullah Nikpai

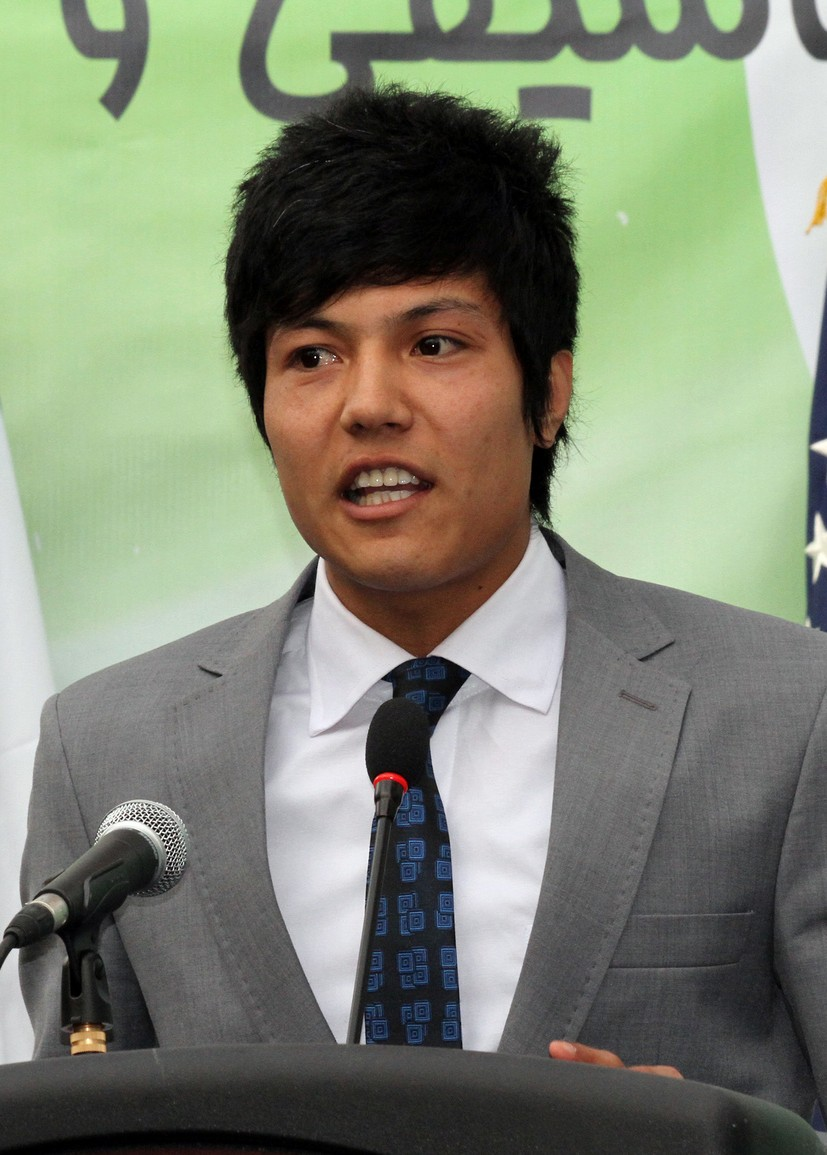
Rohullah Nikpai 2012

Rohullah Nikpai (auch Rohullah Nikpah, persisch روح‌الله نیکپای ; * 15. Juni 1987 in Wardak) ist ein afghanischer Taekwondoin aus der Ethnie der Hazara. Er ist der erste und bisher einzige Sportler seines Landes, der bei Olympischen Spielen Medaillen gewann.

## Sportliche Karriere
Einen ersten internationalen Erfolg landete Nikpai 2006 bei den Asienspielen in Doha mit dem Erreichen der Runde der letzten 16 in der Gewichtsklasse bis 58 Kilogramm. Mit einem zweiten Platz beim asiatischen WTF-Qualifikationsturnier sicherte er sich im November 2007 die Teilnahme an den Olympischen Sommerspielen in Peking. Im April 2008 feierte er mit der Bronzemedaille bei den 18. Asienmeisterschaften seinen bislang größten sportlichen Erfolg.
Bei seinem Olympiadebüt gewann er in der Kategorie bis 58 Kilogramm die Bronzemedaille. Dies war die erste Medaille für Afghanistan bei Olympischen Spielen überhaupt. In der ersten Runde hatte er den amtierenden Europameister Levent Tuncat aus Deutschland und im Kampf um die Bronzemedaille den zweifachen Weltmeister Juan Antonio Ramos (Spanien) bezwungen.
Bei den Olympischen Sommerspielen 2012 in London trat Nikpai in der Kategorie bis 68 kg an. Er rückte ins Viertelfinale vor, wo er dem späteren Finalteilnehmer Mohammad Bagheri Motamed mit vier zu fünf Punkten unterlag. In der Hoffnungsrunde setzte er sich gegen David Boui mit 14 zu zwei Punkten durch. Der Gegner im Kampf um die Bronzemedaille war der Brite Martin Stamper, den er mit fünf zu drei Punkten besiegte. Somit gewann Nikpai zum zweiten Mal eine olympische Bronzemedaille.
2023 wurde er Trainer vom Nationalteam von Neuseeland.